# Tumuli di Bougon

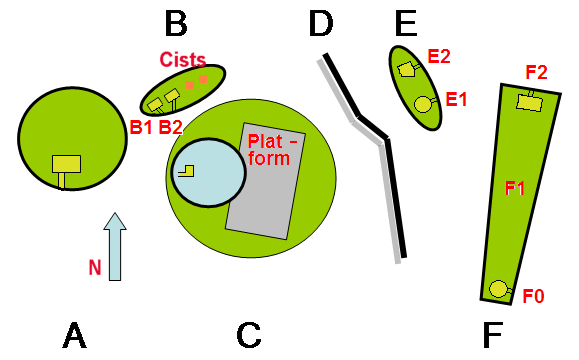
Pianta del sito di Bougon

I tumuli di Bougon o anche necropoli di Bougon (in Francese: tumulus de Bougon, nécropole de Bougon) è un sito archeologico risalente al neolitico formato da cinque tumuli sepolcrali, posto nel comune di Bougon, nelle vicinanze di La Mothe-Saint-Héray, tra Exoudun e Pamproux, nell'ex regione di Poitou-Charentes, oggi Nuova Aquitania, Francia.
La scoperta del sito nel 1840 suscitò un grande interesse negli addetti ai lavori e per proteggere i monumenti, il sito fu acquisito dal dipartimento di Deux-Sèvres nel 1873. Negli anni sessanta del XX secolo furono riprese le attività di scavo. Le strutture più vecchie rinvenute nel complesso risalgono al 4.800 a.C.

## Il sito archeologico
I monumenti restano su un altopiano calcareo all'interno di un'ansa del fiume Bougon, denominato "Les Chirons".

### Tumulo A

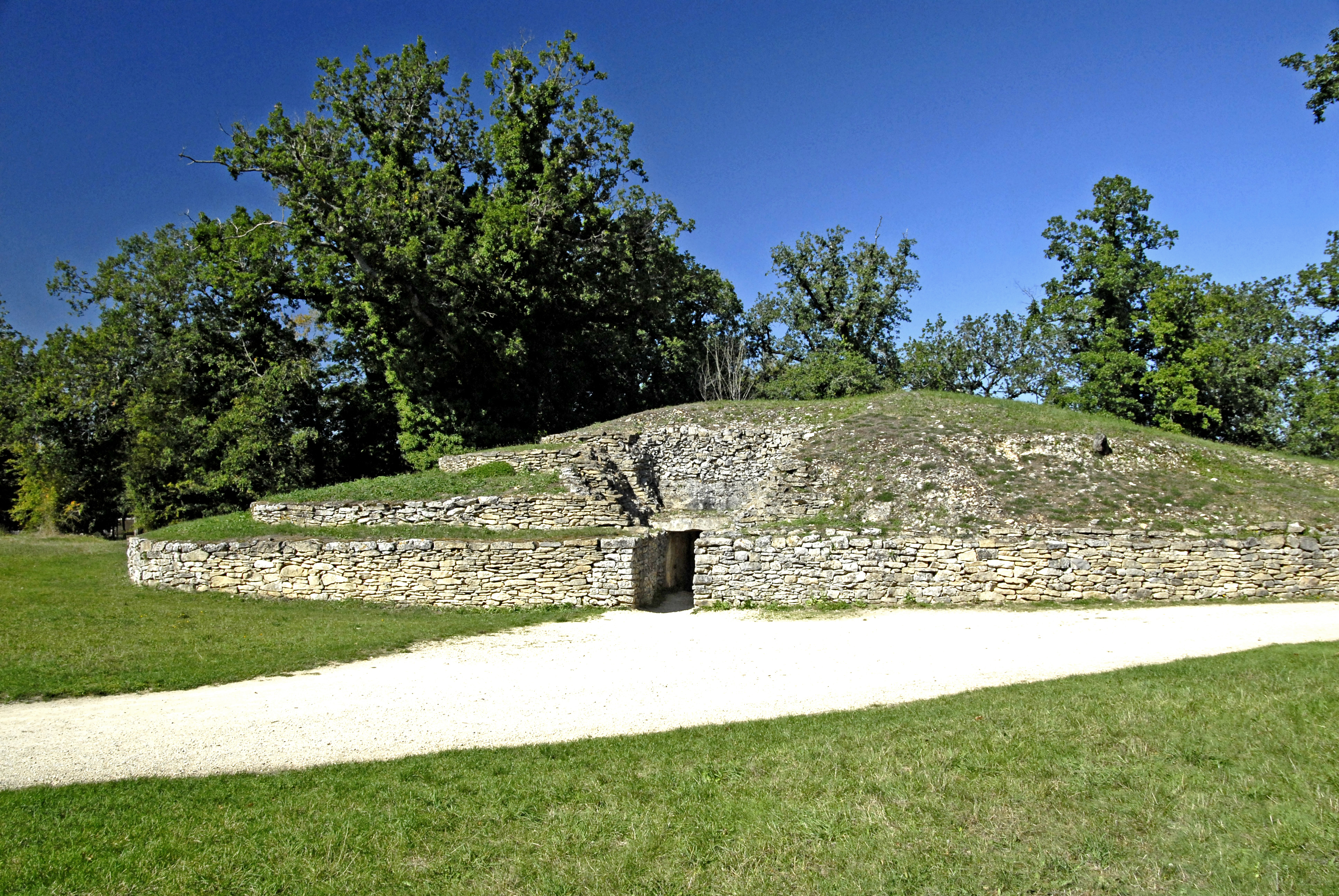
Tumulo A.

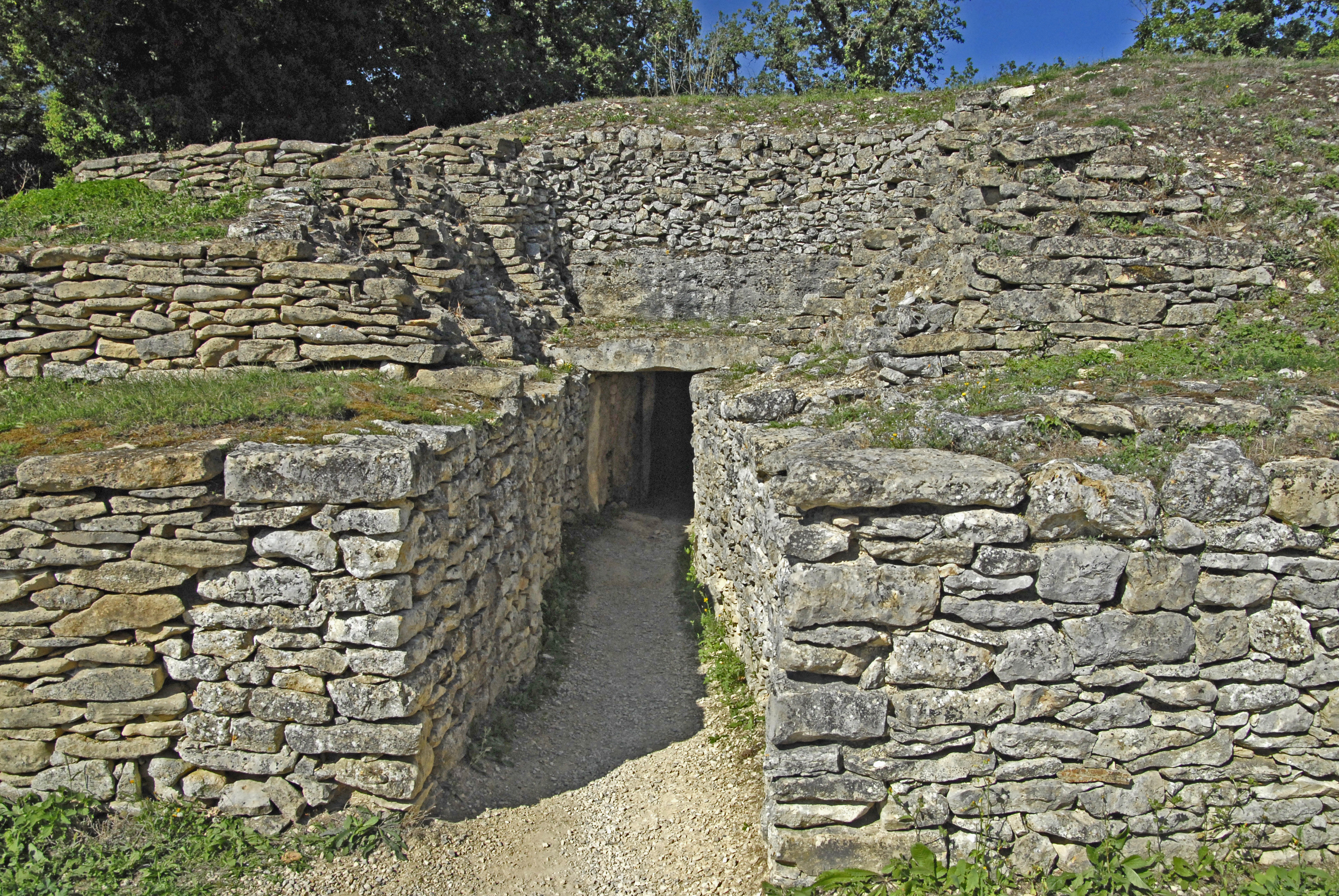
Entrata tumulo A.

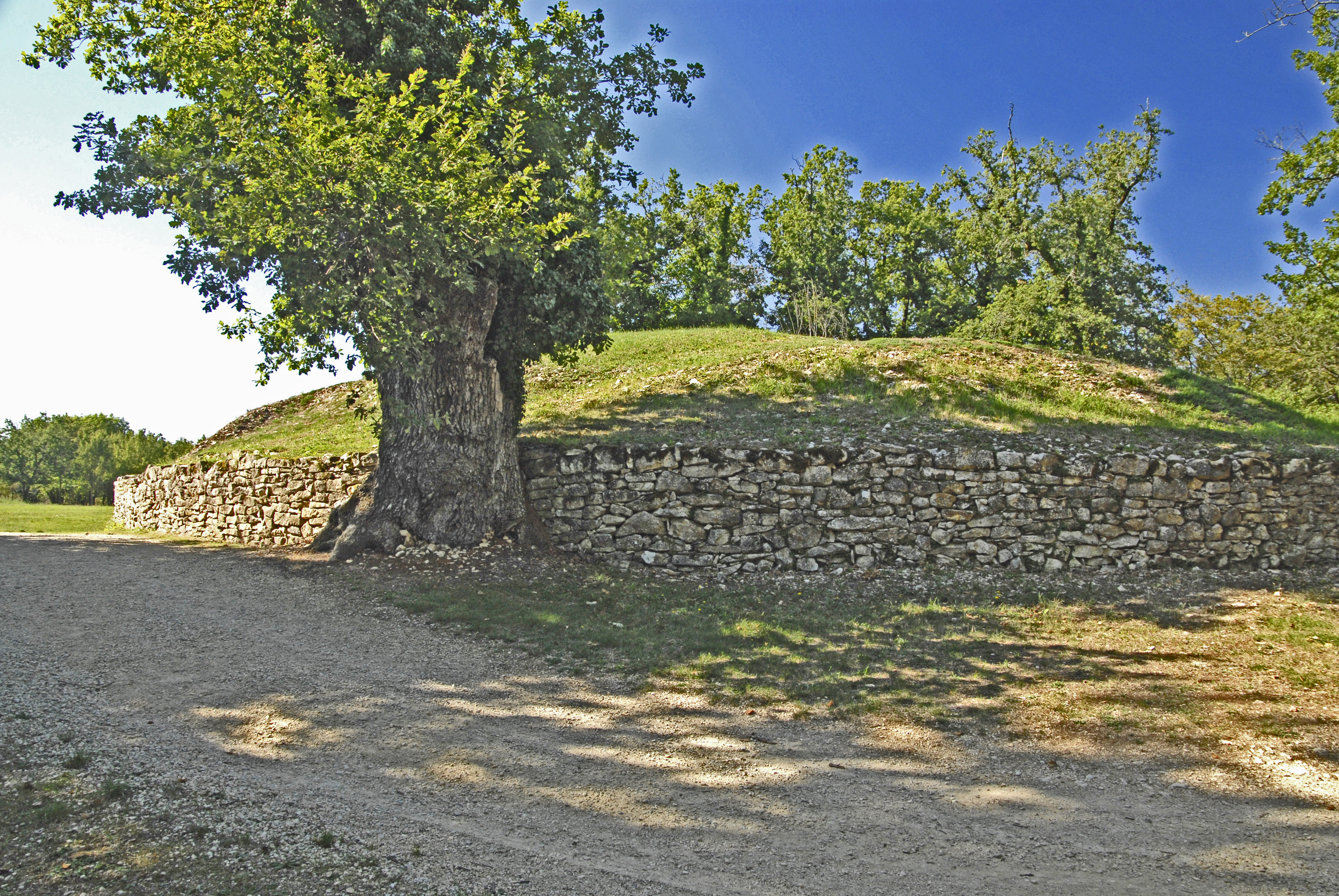
Vista posteriore del tumulo A.

Il tumulo fu edificato nei primi tempi del IV millennio a.C., ha un diametro di 42 metri ed un'altezza massima di 5 metri; la camera di sepoltura si trova a sud dal suo centro ed è 7,8 metri lunga, 5 metri larga e 2,25 metri alta. Esistono prove concrete del fatto che il passaggio fu utilizzato fino al III millennio a.C. I muri interni della camera sono stati realizzati con lastre di pietra e le lacune tra di esse furono colmate con muretti di pietra a secco. Il soffitto fu realizzato con una lastra di circa 90 tonnellate di peso ed è sorretta da due pilastri monolitici che hanno anche la funzione di dividere la stanza.
Durante gli scavi eseguiti nel 1840 furono rinvenuti circa 200 scheletri sepolti in tre livelli diversi, separati da lastre di pietra. Purtroppo le vage relazioni di scavo realizzate nel periodo non permettono nessuna analisi cronologica dettagliata. Insieme ai resti umani vennero rinvenuti anche ceramiche, perline, denti forati, collane di conchiglie e strumenti di pietra, tra cui una macina in diorite. Scavi più recenti hanno dimostrato che la tomba venne abbandonata subito dopo la sua costruzione e l'entrata venne chiusa con una lastra di pietra alla cui base giaceva il teschio di un uomo il quale aveva subito tre trapanazioni del cranio durante la sua vita. Altri reperti, tra cui delle ceramiche, furono rinvenuti di fronte alla facciata principale del monumento, suggerendo che le attività di culto, che comportavano la deposizione di offerte, ebbero luogo dopo la sua chiusura.
Circa 1000 anni più tardi il sito venne riutilizzato per diverse sepolture, effettuate da individui appartenenti ad una cultura differente, i quali raggiunsero la camera funebre dall'alto del monumento.

### Tumulo B

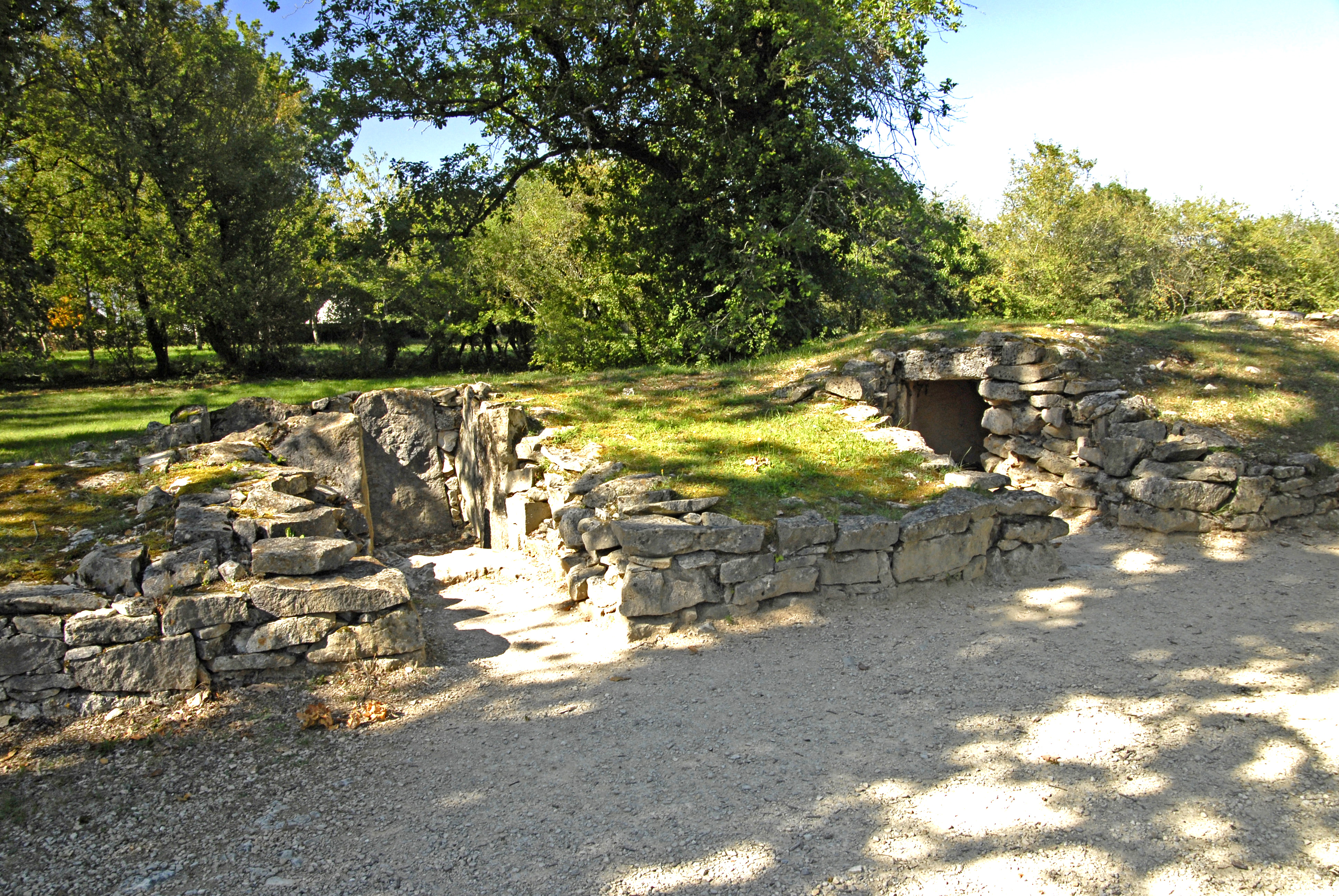
Tumulo B.

Lungo 36 metri e largo 8, esso dispone di quattro camere. Due di queste (dette cisti) sono molto piccole e sprovviste di un passaggio di accesso. Nella parte ovest del monumento si trovano due grandi camere funebri, ognuna con un corridoio di accesso rivolto a sud.

#### Camera B1
La camera B1 è di forma più o meno quadrata costruita con lastre monolitiche conosciute con il nome di dolmen angoumoisin. Un corridoio lungo 2,2 metri conduce nella stanza di 2x1,5 metri, realizzata semplicemente con quattro lastre; una di queste ha un gancio scolpito sulla sua superficie. Una quinta lastra fu utilizzata per il soffitto. Poco materiale archeologico venne rinvenuto in questa camera, probabilmente perché fu ripulita e riutilizzata nel III millennio a.C.

#### Camera B2
Gli scavi hanno qui messo in evidenza un trattamento diverso riservato agli inumati. Circa 10 teschi furono rinvenuti sistemati in due righe, associati con altre ossa umane.

#### Cisti
Queste camere nella parte orientale del tumulo furono scoperte nel 1978. Situate nel centro del tumulo, esse sono state costruite con piccole pietre. Entrambe erano vuote, ma possono eventualmente essere associate ad una grande quantità di frammenti di ceramica risalenti al tardo Neolitico ritrovati nelle vicinanze.

### Tumulo C

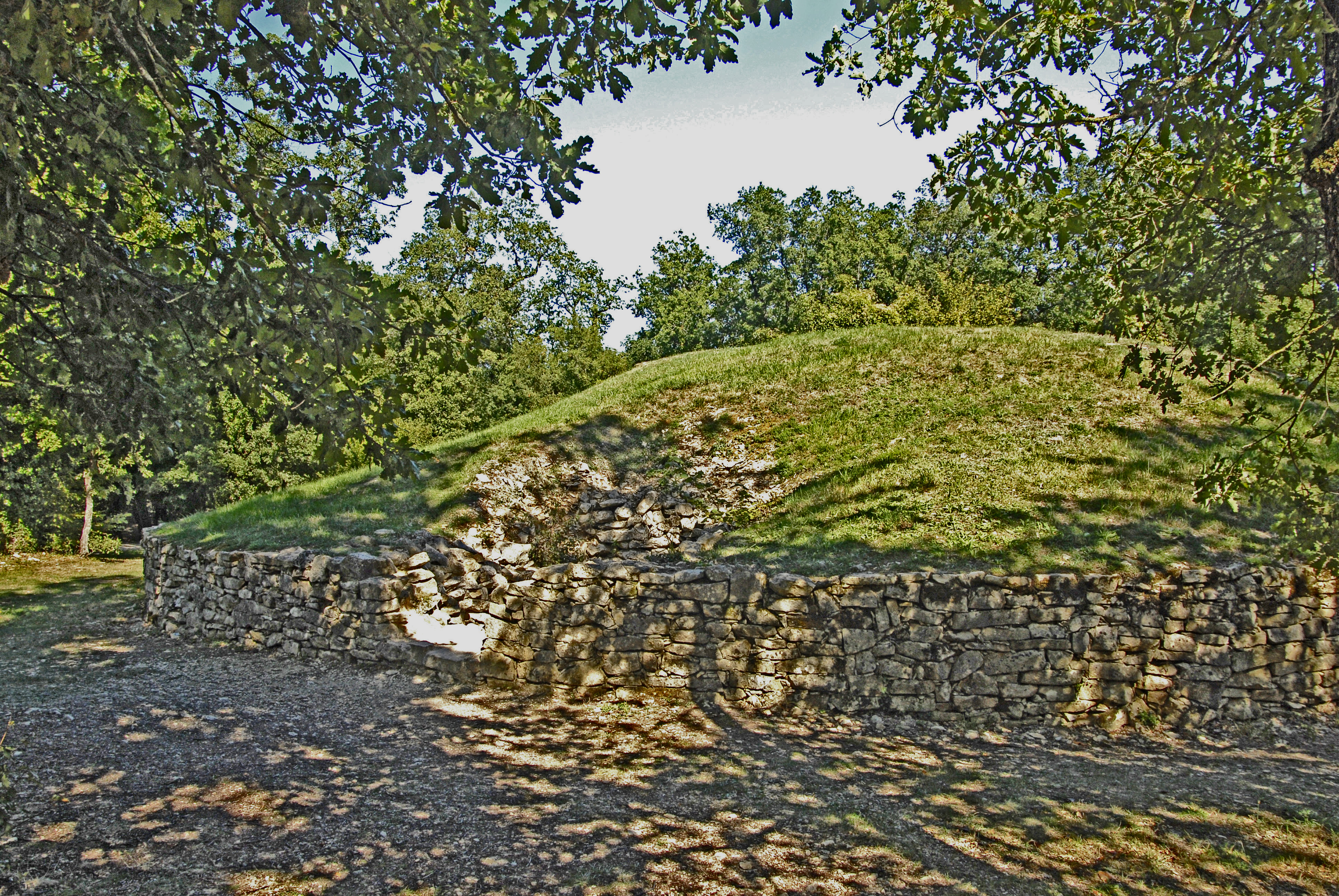
Tumulo C.

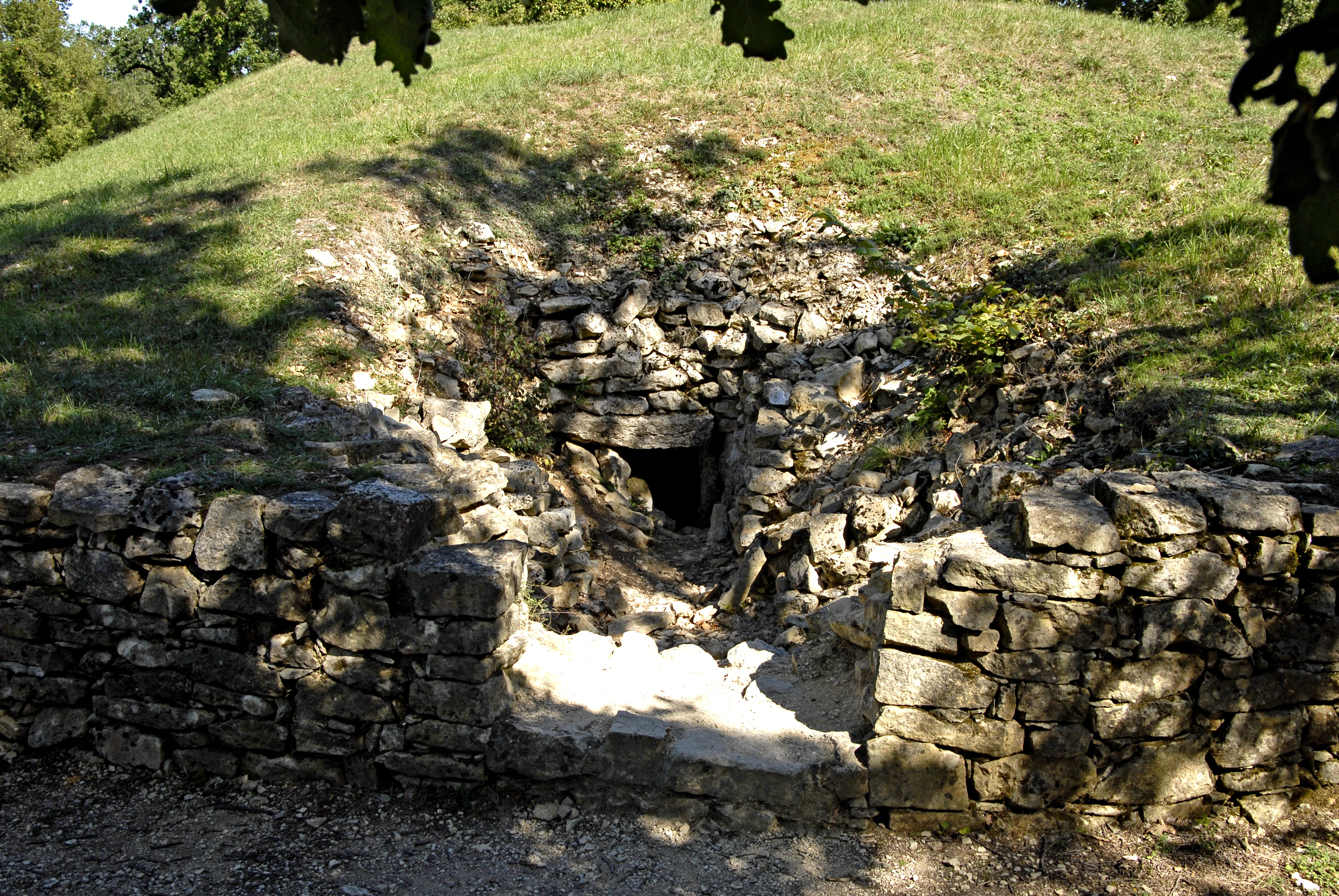
Entrata tumulo C, parzialmente ostruita.

Questo tumulo di terra è circolare con un diametro di 57 metri ed un'altezza di 5 metri. È una struttura complessa, ha infatti raggiunto la sua forma finale attraverso diverse fasi:
- una piattaforma rettangolare
- un piccolo tumulo circolare

#### Primo tumulo
Il tumulo più antico aveva un diametro di 24 metri ed un'altezza di 4 metri. Conteneva una piccola camera (2x1,45 m) distante un poco dal centro della struttura, raggiungibile con un passaggio da ovest. Sei lastre formavano il pavimento. Conteneva quattro scheletri (tra cui una donna anziana), ceramiche e strumenti in pietra focaia.

#### Piattaforma
Appoggiata al lato orientale del tumulo fu realizzata una grande piattaforma di dimensioni 20x40m. Di fronte a ciascuno dei tre lati della sua alta facciata, fu rinvenuta una doppia sepoltura di un uomo con un bambino.

### Struttura D
Un muro a secco di 35 metri di lunghezza e 2 di altezza divide il complesso di Bougon in due zone, separa cioè i tumuli E ed F dal resto del sito. Vari reperti, tra cui un pezzo di legno, hanno rivelato con certezza come data di realizzazione il Neolitico, e questo è senza precedenti tra i monumenti megalitici della Francia.

### Tumulo E

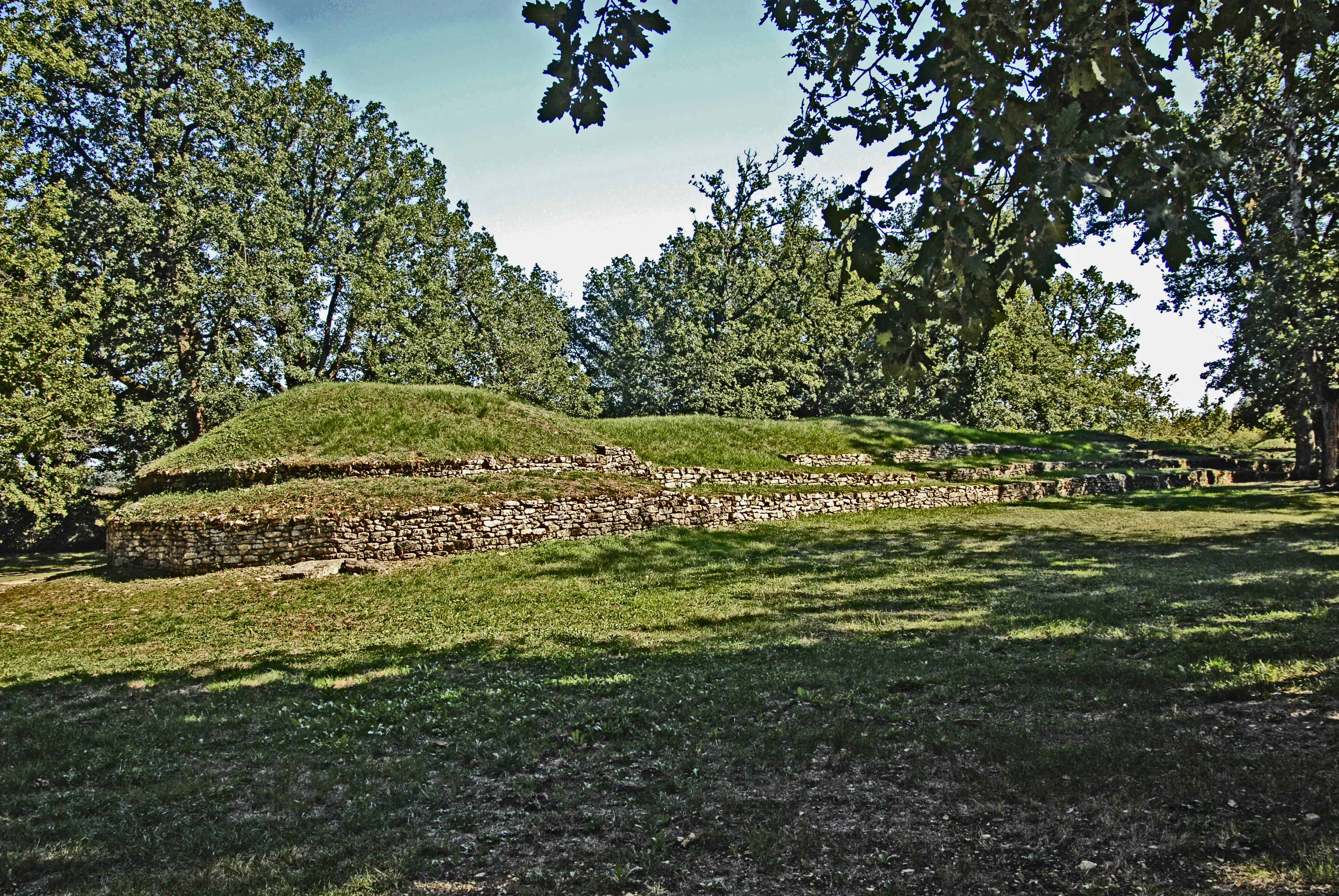
Tumulo E.

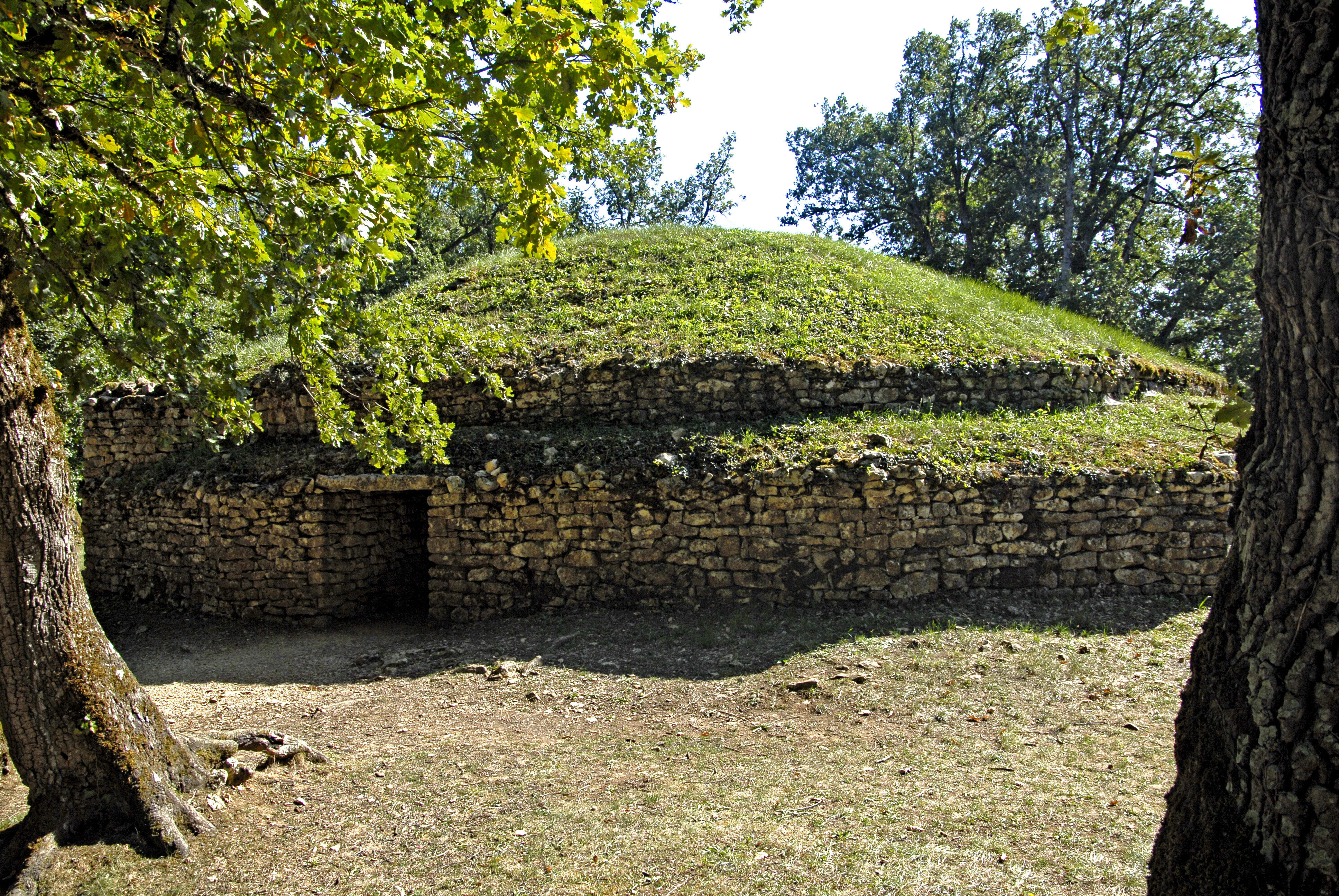
Tumulo E.

Questo tumulo doppio di 22 metri di lunghezza e 10 di larghezza, ha due camere accessibili da un passaggio quasi centrale rivolto a est. In origine, le camere erano contenute in due tumuli circolari separati.

#### Camera E1
Questa è la stanza più meridionale ed è di forma circolare, con un diametro di circa tre metri. Le sue fondamenta sono costituite da 11 blocchi di pietra disposto in uno scavo nel terreno. Questa costruzione ricorda la camera funebre di un tumulo sito a Bazoges-en-Pareds (Vandea). Gli scavo hanno rivelato cinque o sei scheletri, accompagnati da ceramiche, strumenti in osso e strumenti in pietra, datati tra il 4.000 e 3.500 a.C., il che la rende una delle più antiche strutture della Francia centrale.

#### Camera E2
E2, posta nella parte settentrionale del tumulo, è quasi quadrata con un lato absidato. Ciò suggerisce che è stata modificato circa nel 2.500 a.C., molto tempo dopo che fu eretta. Nella camera furono rinvenuti frecce, coltelli e raschietti, insieme a delle rozze ceramiche.

### Tumulo F

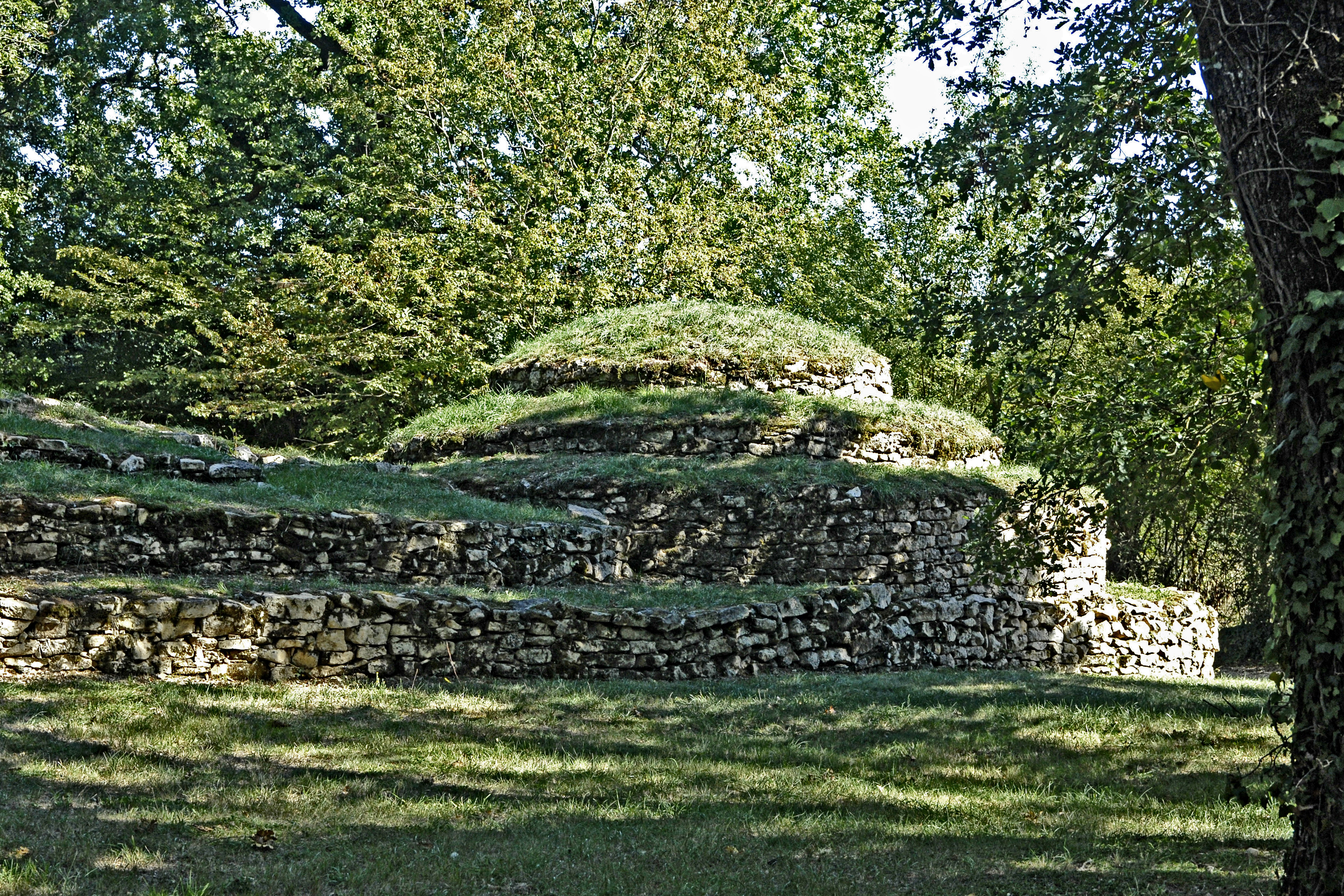
Tumulo F, allungato.

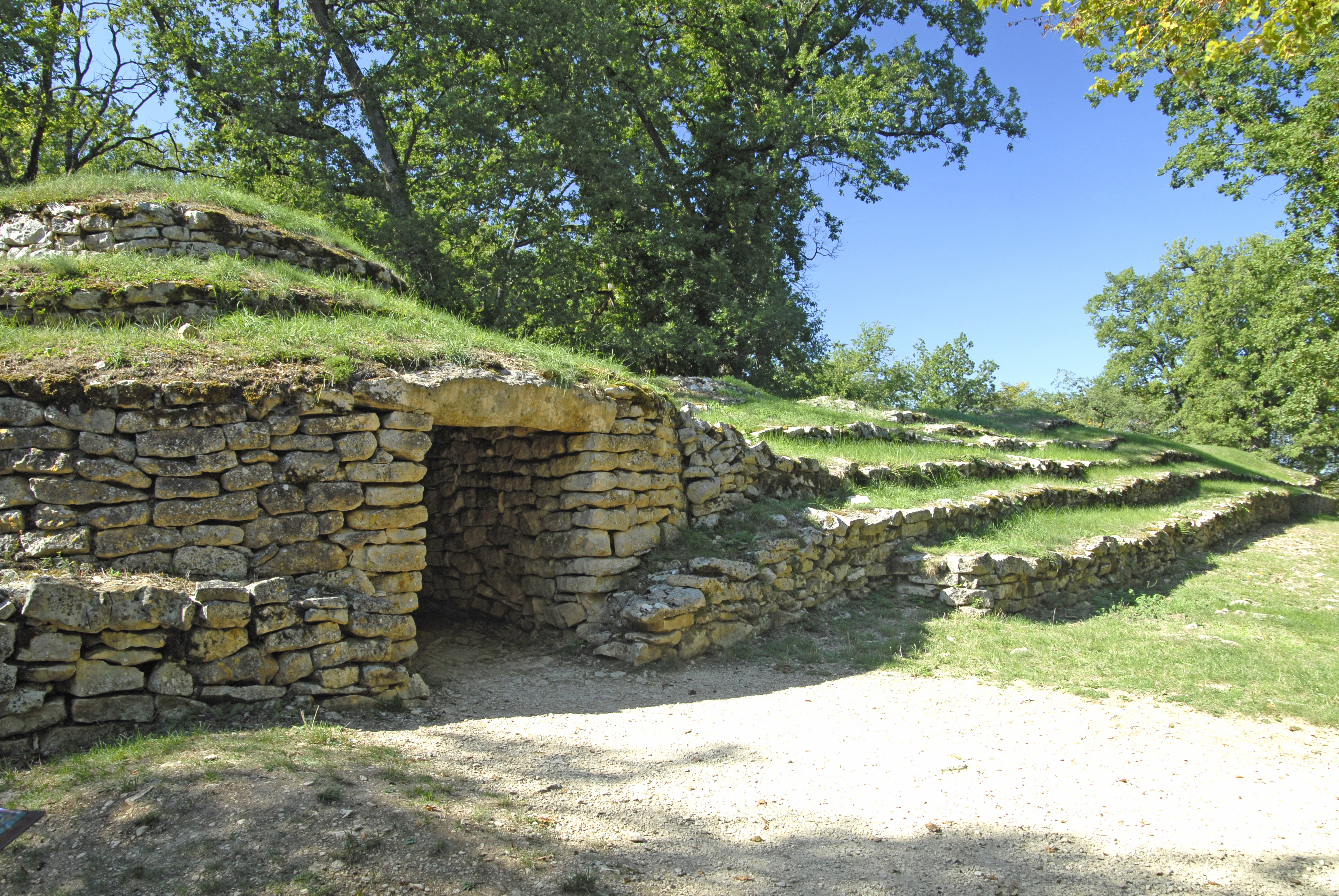
Tumulo F, entrata.

Questo tumulo è di forma trapezoidale lungo 72 metri e largo da 12 a 16 metri ed è il monumento più grande del sito di Bougon. Vicino al monumento si trova una cava che fu riempita nella preistoria. Questa cava fu la fonte del materiale di cui il tumulo (originariamente alto 3 metri) venne costruito. La struttura contiene due camere (F0 e F2), poste all'estremità e tra queste si trovano sette differenti strutture di mantenimento(F1).

#### Camera F0
Questo monumento fu costruito nella prima metà del V millennio a.C. e riutilizzato nel III millennio a.C. Si tratta di uno dei più antichi esempi di architettura monumentale nella Francia atlantica. Gli scavi del 1977 hanno rivelato un tumulo semisferico a gradoni contenente una struttura circolare di 2,5 metri di diametro posta all'interno di tre muri a secco concentrici coperti con una volta in pietra. L'architettura è simile al complesso di Er-Mané vicino a Carnac, Bretagna. La tomba, che risale al 4.700 a.C. circa, contiene i resti di una decina di persone, metà delle quali bambini. Uno strato di argilla rossa era stato sparso sopra il pavimento. furono rinvenuti alcuni manufatti, principalmente due pentole, sei scalpelli in osso e alcuni strumenti di selce. Essi erano posti vicino alle ossa su due pietre di circa 30 cm di altezza che si protendevano dalla parete.

#### Area F1
L'area nota come F1 non contiene alcuna camera di sepoltura. È costituita da una serie di strutture, alcune delle quali di forma rettangolare, che servivano a stabilizzare il monumento. La terra del tumulo conteneva i resti di un uomo, una donna e un bambino.

#### Camera F2

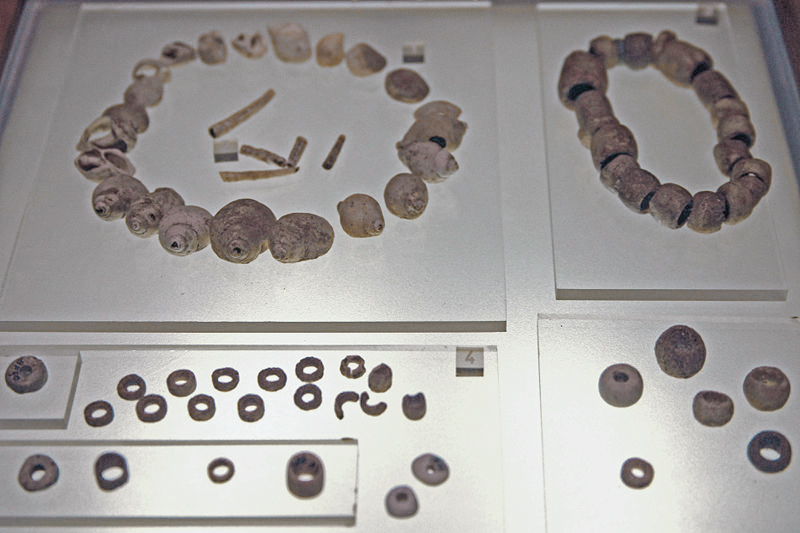
Gioielli neolitici conservati al museo di Bougon.

Questa camera, datata ai primi anni del IV millennio a.C., è posta a nord del monumento F. Ha inoltre subito un riutilizzo nel III millennio a.C. La camera, di circa 5x2 metri, è coperto da una lastra di 32 tonnellate, realizzata in un tipo di pietra disponibile vicino Exodoun, a 4 km di distanza. I reperti rinvenuti nella camera sono scarsi ma possiamo citare dei frammenti di ceramiche, alcuni gioielli insoliti (sfere) e strumenti in pietra focaia.

### Conclusioni sul sito
Il periodo costruttivo lungo 1.000 anni del sito di Bougon può essere suddiviso in tre distinte fasi:
1. Tumuli circolari con volte di pietra.
2. Tumuli allungati con piccole camere rettangolati.
3. Grandi camere rettangolari megalitiche.

## Museo

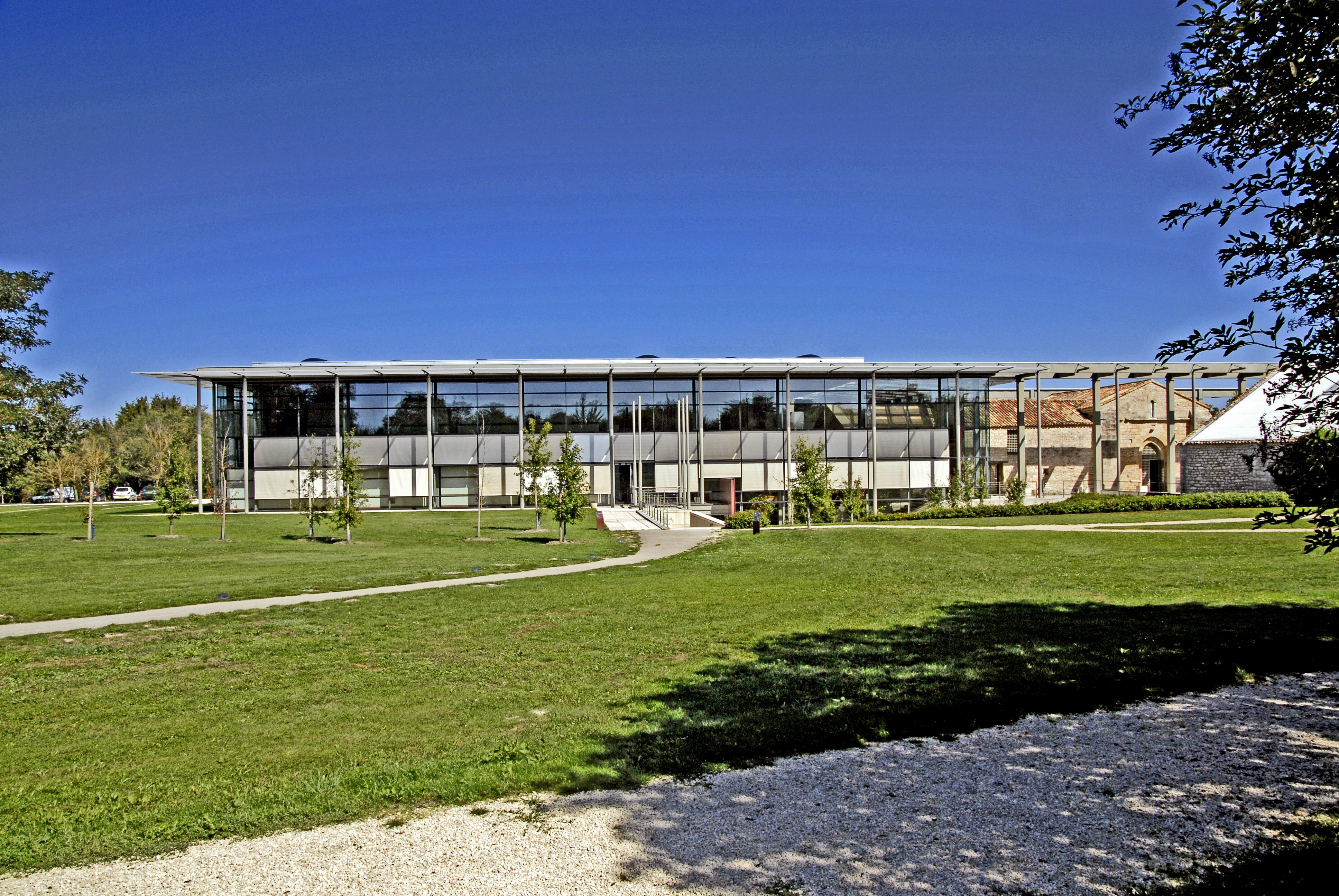
Museo di Bougon.

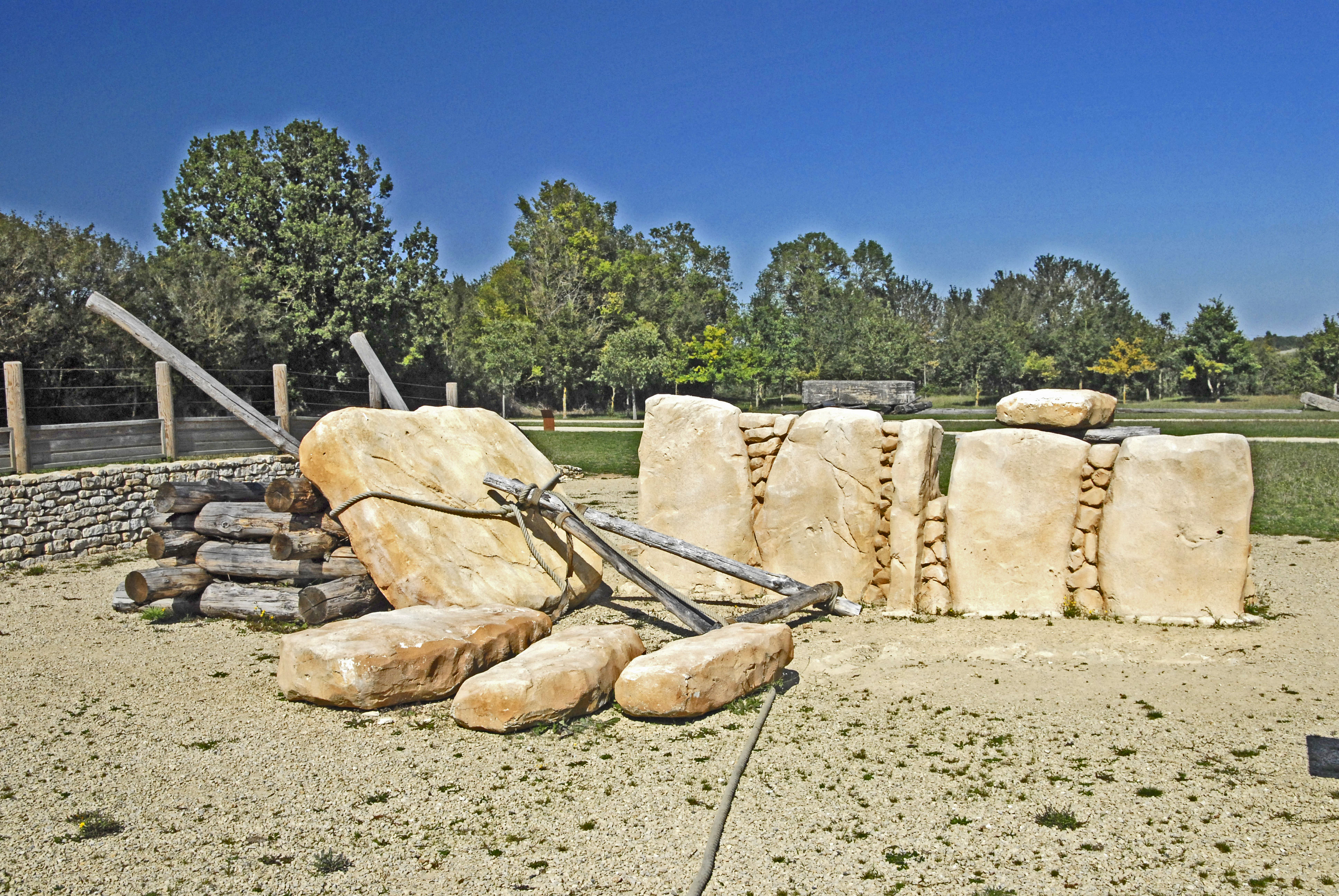
Ricostruzione delle tecniche costruttive neolitiche.

Il museo di Bougon, inaugurato nel 1993, è una struttura moderna, che incorpora un antico casale. La mostra è incentrata sulla preistoria in generale e il Neolitico, in particolare. Esso custodisce il materiale rinvenuto durante lo scoavo del sito, ma anche le riproduzioni di una stanza dell'insediamento neolitico di Çatalhöyük (Turchia) e del passaggio dalla tomba di Gavrinis (Bretagna). Il museo ha anche un settore esterno per le dimostrazioni di archeologia sperimentale, tra le quali la ricostruzione delle antiche tecniche costruttive neolitiche.